# 惩罚者系列电影
漫威漫画创作的虚构反英雄角色惩罚者已经在三部互相没有关联的电影中出现过，第一部电影是在1989年上映，由多尔夫隆格伦（Dolph Lundgren）主演。第二个电影在2004年上映，由马斯·简（Thomas Jane）主演。第三个电影在2008年上映，由雷·史蒂文森（Ray Stevenson）主演。

## 真人电影

### 《惩罚者》（1989）
杜夫·朗格 (Dolph Lundgren)主演

## 动画电影

### 《鋼鐵人：噬甲危機》（2013）
惩罚者在该电影为一名配角。

### 《復仇者聯盟機密任務：黑寡婦與制裁者》（2014）
惩罚者在该电影为一名主要角色。

## 已取消项目

### 《惩罚者2》
2004年版《惩罚者》的票房表现感到失望，但是狮门娱乐对续集的DVD销售感兴趣。Jonathan Hensleigh和托马斯·简也着手续集的拍摄，尽管有许多作家写剧本仍然缺乏好的剧本，并花了3年时间。托马斯·简希望能拍续集，并说：“这将是黑暗的，血腥，比上部更不友好的电影。”然而，Kurt Sutter看了新剧本后，他说：“我不会为一部我不相信的电影花费我生命中的几个月时间，我喜欢漫威的伙计，并祝福他们。同时，我将继续寻找一部电影，希望粉丝们都叫我看的电影。

## 未来
雷·史蒂文森表示对惩罚者续集感兴趣，对Barracuda暗示他可能会扮演反派。 在2008年圣地亚哥动漫展，当记者问他是否签署了更多的惩罚者电影时，他说“如果我愿意，当然会签署。这要有粉丝基础。如果这行得通，我们会再次开始。”
在2010年圣地亚哥动漫展，漫威工作室证实，他们已收回惩罚者的电影版权，他们希望惩罚者能很快出现在屏幕上。在接受Bleeding Cool采访时，菲戈曾谈到希望惩罚者能出现在重启版《夜魔侠》中。
在2015年1月，托马斯·简称他并不想再次扮演惩罚者，除非有好的剧本。

### 漫威电影宇宙
2015年6月，Jon Bernthal在《夜魔侠》中扮演惩罚者。

## 迴响

### 票房表现
| 电影                     | 上映日期      | 上映日期      | 票房收入    | 票房收入    | 票房收入    |
| 电影                     | 全球          | 美国          | 美国        | 别国        | 全球        |
| ------------------------ | ------------- | ------------- | ----------- | ----------- | ----------- |
| 《惩罚者》（1989年电影） | 1989年10月5日 | 1991年4月5日  |             | $533,411    | $533,411    |
| 《惩罚者》（2004年电影） | 2004年4月16日 | 2004年4月16日 | $33,810,189 | $20,889,916 | $54,700,105 |
| 《惩罚者：战争特区》     | 2008年12月5日 | 2008年12月5日 | $8,000,000  | $2,089,373  | $10,089,373 |

### 专业评价
| 电影                     | 烂番茄          | Metacritic     |
| ------------------------ | --------------- | -------------- |
| 《惩罚者》（1989年电影） | 28% (18篇评论)  | 0% (0篇评论)   |
| 《惩罚者》（2004年电影） | 29% (167篇评论) | 33% (36篇评论) |
| 《惩罚者：战争特区》     | 27% (98篇评论)  | 30% (22篇评论) |